# 이광범
이광범(李光範, 1959년 1월 18일~)은 대한민국의 법조인이다. 
1981년 제23회 사법시험에 합격하고, 광주고등법원 부장판사, 서울고등법원 부장판사, 대법원장 비서실장, 인사실장, 사법정책실장 등을 역임하였다. 법관으로 재직할 당시 이용훈 대법원장이 취임한 직후 인사실장으로 임명돼 법관 근무평정 등 인사원칙을 정비했고 사법정책실장으로 옮겼다. 민사재판의 구술변론주의와 형사재판의 공판중심주의가 법원에 뿌리내리는 데 기여한 것으로 평가받는다.
2011년 1월 서울행정법원 수석부장판사로 재직하던 당시, 법원행정처 차장으로 근무하던 자신의 친형인 이상훈 판사가 양승태 대법관의 후임으로 제청되자, 형의 길을 터준다는 의미에서 사직서를 제출하고 변호사로 개업하였다. 
2012년 10월 민주통합당에 의해서 내곡동 사저 매입 사건을 수사할 특별검사로 지명됐다. 

## 학력
- 1977년 광주제일고등학교
- 1981년 서울대학교 법학 학사
- 2000년 서울대학교 대학원 법학 석사

## 경력
- 2011년~ 이광범 법률사무소 변호사
- 2010년 2월~2011년 1월 서울행정법원 수석부장판사
- 2007년 서울고등법원 부장판사
- 2005년 12월 대법원 사법정책실 실장
- ~ 2005년 우리법연구회 창립회원
- 19xx년 대법원장 비서실 실장
- 19xx년 사법연수원 교수
- 19xx년 광주지방법원 부장판사
- 19xx년 대법원 재판연구관
- 19xx년 광주지방법원 판사
- 19xx년 서울남부지방법원 판사
- 19xx년 서울북부지방법원판사
- 1986년 서울민사지방법원 판사
- 1981년 제23회 사법시험 합격

## 내곡동 사저 매입 사건 특별검사 임명 과정
여야가 합의한 '내곡동 사저 특검법'의 제3조 3항에 따라서 야당인 민주당은 특별검사후보자 지명권을 가지게 되었다. 이에 민주당은 진보성향을 지닌 김형태, 이광범 두 명의 변호사를 추천하였다. 두 인물이 모두 진보성향을 지녔다는 이유로, 여당인 새누리당과 청와대에서는 후보자들에 대해서 반발하였다. 진통 끝에 2012년 10월 5일 이명박 대통령은 '이광범' 변호사를 특별검사로 지명하였다.  

## 내곡동 사저 특검 수사에서의 발언
- 2012년 10월 5일 내곡동 사저 매입 사건 특별검사로 임명된 후. "법과 원칙에 따라 예단 없이 수사하겠다".

## 가족
- 대법관 이상훈이 이광범의 친형이다.